# أحمد جوهر (مغني)
أحمد جوهر (17 يوليو 1961 -) هو مغني وممثل مصري.

## حياته ونشأته
أحمد عبد الفتاح جوهر ولد بمدينة الأقصر في 17 يوليو 1961 في صعيد مصر، تربى في أسرة دينية، حيث كان والده من أشهر قراء القرآن الكريم، وبعد الانتهاء من الدراسة الثانوية العامة التحق بالمعهد العالي للموسيقى العربية بأكاديمية الفنون بالهرم قسم أصوات عام 1980 وكان بفرقة أم كلثوم للموسيقى العربية وفرقة الإنشاد الديني بالمعهد، والتحق بفرقة الفنان مجدي الحسيني عازف الأورج الشهير وكانت فرقة استعراضية، حصل بعد ذلك على دبلوم كلية الآثار قسم الإرشاد السياحي بجامعة القاهرة، وهو ابن عم المطرب الراحل عمر فتحي.

## مسيرته
التقى بحميد الشاعري، بأول ألبوم لشركة هاي كواليتي الذي احتوى على عدة أغاني شبابية حققت شعبية كبيرة لدى شباب التسعينات وبخاصةً أغنيته الشهيرة التي سجلت ميلاده كنجم وفنان، وهي أغنية: هات لي قلبك 1991 الشهيرة بمحله. الأغاني المنفردة الأخرى هي: وحداني 1993، يا ما لاموا الناس عليا 1994، أوعدك 1995، ياللي ساكنة العلالي 1996، الليالي 1998، عليه العوض 2000، ايللي خدعني 2001.

## أعماله
اشترك في أفلام سينمائية فيلم اولاد الملجا وفيلم المشاغبون في نصف السنة وفيلم البية رومانسي بأغنية محدش يمشي بعد البوفية من كلمات وألحان تامر حسنى وتوزيع كريم عبد الوهاب ويقوم حاليا بتحضير لألبوم جديد. أغانيه المصورة هي: هات لي قلبك، وحداني، شبكني الهوى، أوعدك، عليه العوض، أوكية، الشهيد (التي أصدرها بعد قيام ثورة 25 يناير), كان جنوبي ونوبي. مع المجموعة ريكو، أمينة، حسن عبد المجيد، وحسن المغربي في ذكرى الفنان الراحل أحمد منيب.

## ألبوماته
- إصحى
- هايل 1989
- شبكني الهوى 1992
- حاسب 1995